# Maktspel
Maktspel (engelska: City Hall) är en amerikansk långfilm från 1996 i regi av Harold Becker, med Al Pacino, John Cusack, Bridget Fonda och Danny Aiello i rollerna.

## Handling
Borgmästaren av New York John Pappas (Al Pacino) är en man med stora ambitioner. Till sin hjälp har han sin vice-borgmästare Kevin Calhoun (John Cusack). En dödlig skottlossning leder till en rad förvecklingar som hotar Pappas karriär.

## Rollista
| Al Pacino         | – Mayor John Pappas          |
| John Cusack       | – Deputy Mayor Kevin Calhoun |
| Bridget Fonda     | – Marybeth Cogan             |
| Danny Aiello      | – Frank Anselmo              |
| Martin Landau     | – Judge Walter Stern         |
| David Paymer      | – Abe Goodman                |
| Anthony Franciosa | – Paul Zapatti               |
| Richard Schiff    | – Larry Schwartz             |
| Lindsay Duncan    | – Sydney Pappas              |
| Nestor Serrano    | – Det. Eddie Santos          |
| Mel Winkler       | – Det. Albert Holly          |
| Lauren Vélez      | – Elaine Santos              |
| Chloe Morris      | – Maria Santos               |
| Ian Quinlan       | – Randy Santos               |
| Roberta Peters    | – Nettie Anselmo             |